# Sette uomini d'oro nello spazio
Pour plus de détails, voir Fiche technique et Distribution.
Sette uomini d'oro nello spazio, parfois connu sous les titres Star Odyssey ou Sept hommes en or dans l'espace, est un film de science-fiction italien réalisé par Alfonso Brescia et sorti en 1979. Le titre serait une référence au film Sept Hommes en or (Sette uomini d'oro) sorti en 1965.
C'est le quatrième et dernier film de space opera à petit budget que Brescia réalise en l'espace de deux ans, après Anno zero - Guerra nello spazio, La Bataille des étoiles (Cosmo 2000 - Battaglie negli spazi stellari) et La Guerre des robots (La guerra dei robot).
Le film doublé en version anglaise est tombé dans le domaine public.

## Synopsis
En 2312, un groupe d'extraterrestres vendent aux enchères des planètes de peu d'importance, et celui qui remporte Sol-3, la Terre, est un despote du nom de Kress. Il vole bientôt vers Sol-3 pour réduire ses habitants en esclavage...

## Fiche technique
Sauf indication contraire, les informations mentionnées dans cette section peuvent être confirmées par la base de données cinématographiques IMDb,  présente dans la section « Liens externes ».
- Titre français : Star Odyssey ou Sept hommes en or dans l'espace[3]
- Titre original : Sette uomini d'oro nello spazio[4]
- Réalisation : Alfonso Brescia (sous le nom de « Al Bradley »)
- Assistant réalisateur : Franco Pasquetto
- Scénario : Alfonso Brescia, Giacomo Mazzocchi, Massimo Lo Jacono (it)[4]
- Photographie : Silvio Fraschetti[4]
- Montage : Mariano Arditi[4]
- Musique : Marcello Giombini[4]
- Costumes : Elena De Cupis[4]
- Effets spéciaux : Aldo Frollini
- Production : Luigi Alessi
- Sociétés de production : Nais Film[4]
- Pays de production :  Italie
- Langue de tournage : italien
- Format : Couleur (Telecolor) - Son mono - 35 mm
- Durée : 88 minutes (1h28)
- Genre : Science-fiction
- Dates de sortie :
  - Italie : 26 octobre 1979
  - France : 1983[3]

## Distribution
- Yanti Somer : Irene
- Gianni Garko : Dirk Laramie
- Silvano Tranquilli
- Malisa Longo : Bridget
- Nino Castelnuovo
- Chris Avram : Shawn
- Ennio Balbo
- Roberto Dell'Acqua : Norman
- Claudio Undari (sous le nom de « Robert Hundar »)
- Franco Ressel : Commandant Barr
- Pino Ferrara
- Massimo Righi
- Claudio Zucchet
- Marina Lotar
- Benito Pacifico
- Nello Pazzafini
- Roberto Messina

## Les films de science-fiction d'Alfonso Brescia
- 1977 : Anno zero - Guerra nello spazio
- 1978 : La Bataille des étoiles (Cosmo 2000 - Battaglie negli spazi stellari)
- 1978 : La Guerre des robots (La guerra dei robot)
- 1979 : Sette uomini d'oro nello spazio

Un cinquième film d'Alfonso Brescia est parfois ajouté à cette liste : La bestia nello spazio, un film érotique de science-fiction sorti en 1980.